# Giuseppe Provenzano
Giuseppe Provenzano (ur. 23 lipca 1982 w San Cataldo) – włoski polityk i prawnik, od 2019 do 2021 minister, deputowany.

## Życiorys
Ukończył studia prawnicze, po czym doktoryzował się w tej dziedzinie w Scuola superiore di studi universitari e di perfezionamento Sant’Anna. Pracował w SVIMEZ, stowarzyszeniu zajmującym się działaniami na rzecz rozwoju ekonomicznego południowych regionów Włoch. Objął stanowisko zastępcy dyrektora tej organizacji. Członek Partii Demokratycznej. Kierował gabinetem jednego z asesorów we władzach regionalnych Sycylii (2012–2014). Był też członkiem gabinetu ministra środowiska (2013–2014).
We wrześniu 2019 objął urząd ministra do spraw regionów południowych i spójności terytorialnej w nowo powołanym drugim rządzie Giuseppe Contego. Funkcję tę pełnił do lutego 2021. W 2022 został wybrany do Izby Deputowanych XIX kadencji.